# Max Muncy
Maxwell Steven Muncy, detto Max (Midland, 25 agosto 1990), è un giocatore di baseball statunitense che gioca nei ruoli da interno per i Los Angeles Dodgers della Major League Baseball (MLB).

## Carriera

### Gli inizi
Muncy frequentò la Keller High School di Keller, in Texas. I Cleveland Indians lo scelsero al 41º giro del draft del 2009, ma Muncy non firmò e si iscrisse alla Baylor University di Waco, giocando a livello collegiale dal 2010 al 2012. Durante questi tre anni, ha avuto una media battuta di .311 con 27 fuoricampo. Fu selezionato per due volte nell'All-Big 12 Conference team.

### Oakland Athletics
Gli Oakland Athletics selezionarono Muncy al 5º giro del draft MLB del 2012. Il suo personale debutto nel professionismo avvenne nelle minors, in Singolo-A, con la maglia dei Burlington Bees, con cui nel 2012 batté .275/.383/.432 con quattro fuoricampo in 64 partite. L'anno successivo iniziò la stagione in A-Advanced con gli Stockton Ports: mentre stava guidando la California League con 21 fuoricampo e punti battuti a casa, fu promosso in Doppio-A ai Midland RockHounds, squadra della sua città natale in Texas. In totale, batté .273/.381/.476 con 25 fuoricampo e 100 punti battuti a casa. Al termine dell'annata, giocò nell'autunnale Arizona Fall League con i Mesa Solar Sox. Nel 2014 tornò a far parte della formazione di Midland. Iniziò la stagione 2015 in Triplo-A con i Nashville Sounds.
Muncy fu promosso, debuttando lo stesso giorno nella MLB, il 25 aprile 2015, al Coliseum di Oakland, contro gli Houston Astros; in seguito a un infortunio occorso al seconda base Ben Zobrist. Poche settimane più tardi, il 17 maggio, batté il suo primo fuoricampo in MLB contro il lanciatore dei Chicago White Sox Jeff Samardzija. Nel 2015 con Oakland disputò complessivamente 45 incontri, battendo .206. Nel corso dell'annata 2016 si divise tra Nashville in Triplo A e Oakland in MLB, con cui batté .186 in 51 partite.
Gli Athletics svincolarono Muncy al termine della pre-stagione 2017, il 31 marzo.

### Los Angeles Dodgers
Il 27 aprile 2017 Muncy firmò un contratto di minor league con i Los Angeles Dodgers, i quali lo assegnarono agli Oklahoma City Dodgers, squadra affiliata militante in Triplo-A. Qui rimase per l'intera stagione, giocando 109 partite e battendo .309 con 12 fuoricampo e 44 punti battuti a casa.
Il giocatore fu richiamato a Los Angeles il 17 aprile 2018 per giocare con i Dodgers in MLB. Il 3 luglio 2018 stabilì un nuovo record della franchigia, realizzando 20 fuoricampo in soli 183 turni di battuta. Il brillante inizio di stagione lo portò ad essere tra i candidati per all'All-Star Game 2018, ma concluse al terzo posto nella votazione finale pertanto non riuscì a partecipare. Fu comunque chiamato a partecipare all'Home Run Derby di quell'anno, evento in cui superò Javier Báez ai quarti di finale ma fu poi battuto di misura da Bryce Harper il quale avrebbe poi vinto anche la finale. Alla fine della regular season, Muncy fu leader dei Dogers per fuoricampo (35 in totale) e quinto nell'intera National League. Si contraddistinse anche per una certa versatilità, avendo giocato in più ruoli: 58 partite iniziate da prima base, 30 da terza base e 13 da seconda base, con anche qualche apparizione da esterno. In occasione di gara3 delle World Series 2018 contro i Boston Red Sox, Muncy (dopo aver essere corso a casa base per il punto del pareggio al 13º inning) decise con un fuoricampo al 18º inning una partita da 7 ore e 20 minuti passata alla storia per essere stata la più lunga di sempre nella storia dei play-off. Con quella vittoria, Los Angeles accorciò le distanze e si portò sul 2-1 per Boston nella serie.

## Palmarès

### Club
- World Series: 1

Los Angeles Dodgers: 2020

### Individuale
- MLB All-Star: 1

2021